# Kommunisticzeskij
Kommunisticzeskij (ros. Коммунистический) – osiedle typu miejskiego w Rosji, w Chanty-Mansyjskim Okręgu Autonomicznym – Jugrze, w rejonie sowieckim. W 2010 liczyło 2423 mieszkańców.